# Gustav Köllmann
Gustav Köllmann (* 10. März 1874 in Barmen, seit 1930 Wuppertal; † 5. Mai 1966 in Langenberg (Rheinland)) war ein deutscher Maschinenbau-Ingenieur und Unternehmer.
Köllmann studierte Maschinenbau an der Technischen Hochschule Karlsruhe und wurde während seines Studiums 1892 Mitglied der Karlsruher Burschenschaft Germania. Danach war er zunächst als Praktikant in Chemnitz tätig und trat 1899 in die väterliche Maschinenfabrik ein, wo er den Werkzeugmaschinenbau einführte. Als Leiter eines rüstungswichtigen Betriebs im nationalsozialistischen Deutschen Reich wurde Gustav Köllmann zum Wehrwirtschaftsführer ernannt.

## Köllmann-Werke AG

Vorzugsaktie über 1000 RM der Köllmann Werke AG vom 9. Oktober 1941

Am 18. Juli 1904 gründete Gustav Köllmann in Leipzig die Mechanische Werkstatt G. Köllmann GmbH und produzierte ab 1905 vorwiegend Präzisionszahnräder. Die Firma wurde am 8. Juli 1907 in Zahnräderfabrik Köllmann GmbH geändert, das Unternehmen spezialisierte sich später auf die Herstellung von Kegelrädern für Hinterachsen sowie Wechselgetriebe für die Automobilindustrie und war damit die erste Spezialfabrik in Deutschland auf diesem Gebiet.
Am 21. August 1912 wandelte Köllmann das Unternehmen mit Wirkung ab 1. Januar 1912 als Zahnräderfabrik Köllmann AG in eine Familien-Aktiengesellschaft um. Diese Gesellschaft firmierte ab 19. Februar 1928 als Köllmann-Werke AG. Um die Verzahnungswerkzeuge, die Köllmann für die Zahnradfertigung benötigte, selbst herstellen zu können, gründete er 1919 in Leipzig die Köllmann Werkzeugfabrik GmbH. Im Ersten Weltkrieg wurde für die Automobil-, Flugzeug- und Luftschiffindustrie produziert. Die Köllmann-Werke lieferten seit 1927 in Zusammenarbeit mit der Deutschen Getriebe-Gesellschaft mbH in Berlin die ersten synchronisierten Triebwagengetriebe für die Deutsche Reichsbahn und andere europäische Eisenbahngesellschaften.
1931 übernahm Gustav Köllmann schließlich die Köllmann Maschinenbau-GmbH, die Maschinen- und Zahnräderfabrik seines Bruders in Langenberg (Rheinland), und baute dort Langfräsmaschinen. 1935 gründete er auf dem Gelände Oststraße 5 in Liebertwolkwitz bei Leipzig (heute Ostende 5 im Leipziger Ortsteil Liebertwolkwitz) das Zweigwerk Köllmann Getriebebau-GmbH. Seit 1940 wurden Zwangsarbeiter im Ort beschäftigt. Zu diesem Zweck wurden im Ort mehrere Lager für Zwangsarbeiter unterhalten. 1941 übernahm Köllmann die Deutsche Getriebe-Gesellschaft in Berlin. Köllmann wohnte zu dieser Zeit in der Villa Friedensstraße 6 in Leipzig-Gohlis. Im Zweiten Weltkrieg wurden in den Werken, die dann zu 35 % dem Thyssen-Konzern gehörten und die über 500 Zwangsarbeiter beschäftigten, Getriebe für Rüstungszwecke (Panzer, U-Boote, Flugzeuge) gefertigt.
Der Syndikus der Köllmann Werkzeugfabrik GmbH, Wolfgang Heinze, wurde 1944 wegen Widerstandshandlungen gegen den Nationalsozialismus von der Gestapo verhaftet und am 12. Januar 1945 in Dresden hingerichtet.

## Die Köllmann-Werke nach dem Zweiten Weltkrieg
Gustav Köllmann wurde im November 1945 durch eine Belegschaftsversammlung einstimmig abgesetzt. Zwei Prokuristen wurden aus unbekannten Gründen von der sowjetischen Besatzungsmacht verhaftet. Der Prokurist Edmund Beaumont starb im März 1946 im sowjetischen Speziallager Nr. 1 Mühlberg. Eine weitere Entnazifizierung leitender Mitarbeiter ist nicht belegt. Im Dezember 1945 wurde durch das Amt für Betriebsneuordnung beim Landrat in Leipzig der Meister Curt Deutsch (KPD-Mitglied) zum „kommissarischen Leiter“ des Köllmann-Getriebewerks in Liebertwolkwitz bestellt.
Das Leipziger Hauptwerk und die Werkzeugfabrik (Torgauer Straße 74 und 80) wurden durch die sowjetische Besatzungsmacht demontiert. Außerdem wurden die noch verbliebenen Teile des Leipziger Werks am 3. März 1948 verstaatlicht und der VVB Maschinenbau unterstellt. Das Werk in Liebertwolkwitz firmierte ab 1. Juli 1946 als SAG für Maschinenbau Köllmann-Getriebebau GmbH. Beide Betriebsteile wurden schließlich 1958 mit der Maschinenfabrik G. E. Reinhardt Buchdruck-Metallutensilien (Waisenhausstraße 19, heute Arno-Nitzsche-Straße, in Connewitz) zum VEB Fahrzeuggetriebewerke „Joliot-Curie“ Leipzig zusammengeführt, der ab 1978 dem VEB IFA-Kombinat Nutzkraftwagen Ludwigsfelde unterstellt war.
Nach der politischen Wende ging 1990 aus dem Connewitzer Werk das Zahnradwerk Leipzig hervor, das 1991 zur Liebertwolkwitzer Betriebsstätte verlegt und 1993 als Zahnradwerke Leipzig GmbH reprivatisiert wurde. Allerdings erfolgte 1998 nach Liquiditätsproblemen die Gesamtvollstreckung. Nach Gewährung von Krediten durch die Deutsche Ausgleichsbank konnte dann schließlich 1999 die Neue ZWL Zahnradwerk Leipzig GmbH gegründet werden. In das von Otto Droge 1938 umgebaute Fabrikgebäude an der Torgauer Straße zog nach umfassender Sanierung das Stadtarchiv Leipzig ein.

Aktie über 400 DM der Köllmann Werke AG vom Februar 1953

Den westdeutschen Betriebssitz verlegte man 1949 nach Langenberg und 1951 nach Düsseldorf-Heerdt, wohin auch die Produktion verlagert wurde. 1955 erfolgte die Übernahme durch die Maschinenfabrik Ernst Thielenhaus, wo man 1964 die Getriebeproduktion und den Kompressoren- bzw. Maschinenbau in einem neuen Werk in Wuppertal vereinigte. Mit Neuorganisation der Thielenhaus-Gruppe wurde 2002 die Zahnradwerk Köllmann GmbH als Koellmann Airtec und Koellmann Gear in die Thielenhaus Technologies GmbH eingegliedert.